# نوولیورولین
نوولیورولین (انگلیسی: Noroliveroline) یک آلکالوئید آنتی‌کولینرژیک است.